# Consolidation en droit médical
Pour les articles homonymes, voir Consolidation.
En droit médical et en droit de la sécurité sociale, la consolidation est la date à laquelle une blessure n’est plus susceptible d'évolution et ne nécessite plus de soins destinés à améliorer l’état de la personne.
C’est uniquement à partir de cette date que l'incapacité dont la personne reste atteinte pourra être déterminée.

## Droit québécois
Les articles 132, 133, 203 et 274 de la Loi sur les accidents du travail et les maladies professionnelles prévoient des règles concernant la date de consolidation. L'article 2 de cette loi définit la consolidation comme étant : « la guérison ou la stabilisation d’une lésion professionnelle à la suite de laquelle aucune amélioration de l’état de santé du travailleur victime de cette lésion n’est prévisible ».
Dans le Code civil du Québec, il existe une disposition (art. 1615 C.c.Q.) qui permet à la victime d'un préjudice corporel qui obtient un jugement de revenir devant le tribunal dans les 3 ans, le temps que la blessure se soit consolidée, afin d'obtenir une estimation plus exacte des dommages-intérêts à lui verser,,.